# Дикий Олександр Вікторович
Дикий Олександр Вікторович (нар. 20 травня 1969 року, Дніпро, Україна) — український громадський діяч, учасник Російсько-української війни на Сході України, учасник Першої карабаської війни, полковник Збройних сил України.
Голова Дніпропетровського яхт-клубу спортивних туристских вітрильних, розбірних та надувних катамаранів з 2013 року.
Засновник Федерації Вітрильного Спортивного Туризму з 2016 року.
Голова комісії з вітрильного туризму Федерації спортивного туризму України.

## Освіта
- 1990 року - закінчив «ДВЗРКУ ПВО» (Дніпропетровське вище зенітно-ракетне командне училище протиповітряної оборони) за спеціальністю «Командна, тактична. Військ протиповітряної оборони», та здобув кваліфікацію «інженера по експлуатації радіотехнічних засобів».
- 1997 року - закінчив курси підвищення кваліфікації Придніпровської державної академії будівництва та архітектури за спеціальністю «Бухгалтерський облік» та здобув кваліфікацію «Бухгалтер малого підприємства».
- 2001 року - закінчив Український державний хіміко-технологічний університет за спеціальністю «Економіка підприємства» та здобув кваліфікацію спеціаліста з економіки і підприємства.
- 2008 року - закінчив курси в Комп'ютерна Академія IT STEP «ШАГ» та отримав сертифікат «Адміністрування ОС LINUX. Професійний рівень».
- 2015 року - закінчив курси підвищення кваліфікації «Організація роботи обласних військових комісаріатів» Національного університету оборони України Міністерства оборони України
- 2023 року - закінчив курси підвищення кваліфікації Національного університету оборони України Міністерства оборони України, та отримав Свідоцтво проєктного менеджменту у Збройних Силах України (ОМ-ПМ)
- 2023 року - закінчив курси підвищення кваліфікації Національного університету оборони України Міністерства оборони України, та отримав Свідоцтво програмно-проєктного менеджменту у секторі безпеки і оборони (ОМ-ППМ)
- 2024 року - закінчив курси підвищення кваліфікації Національного університету оборони України Міністерства оборони України, та отримав Свідоцтво планування та управління проєктами з використанням програмного забезпечення Microsoft Project (ОМ-УМПsPr)

## Професійна діяльність
- 1990—1992 роки — участь в першій карабаській війні, у складі групи дивізіонів С-200 190 зенітного ракетного полку 97 дивізії ППО, був в заручниках, звільнився з полону та повернувся до України.
- 1994 року — звільнився з лав ЗСУ
- 1995—1997 роки — робота в Промінвестбанк
- 1997—2000 роки — робота в Приватбанк
- 2000—2010 роки — робота в Укрсоцбанк
- 2010—2015 роки — робота в банку «КредитДнепр»
- 2015—2016 роки — участь в Антитерористичній операції на сході України (АТО́)
- 2018—2020 роки — участь в Операція Об'єднаних сил (ООС)
- 2022—2023 роки — участь в бойових діях на північі України

## Нагороди
- почесна відзнака Учасник АТО (02.03.2016)
- медаль «За жертовність і любов до України», Українська православна церква Київський патріархат (указ № 21615 від 15.12.2017)
- медаль «10 років сумлінної служби» (наказ МОУ № 628 від 08.11.2019)
- «За оборону Країни» ГО «Дніпропетровська обласна спілка воінів АТО» (протокол № 3 від 21.01.2019)
- Почесний нагрудний знак Начальника Генерального штабу «За заслуги перед Збройними Силами України» (наказ НГШ ЗСУ № 513 від 09.10.2019)
- відзнака командувача об'єднаних сил «Козацький хрест» ІІІ ступеня (наказ № 6 від 04.01.2019)
- відзнака Президента України «За оборону України» (указ № 559/2022 від 05.08.2022)
- медаль «15 років сумлінної служби» (наказ МОУ № 1542 від 01.12.2023)
- відзнака Міністра Оборони України «Вогнепальна зброя» (наказ МОУ № 1300 від 11.10.2023)